# هانس ماير (جندي)
هانس ماير (بالألمانية: Hans Meier)‏ هو جندي ألماني، ولد في 23 فبراير 1918 في هولتسميندن في ألمانيا، وتوفي في 16 يناير 2007.